# شاطئ ماهو
شاطئ ماهو (بالإنجليزية: Maho Beach) هو شاطئ يقع في الجانب الهولندي من جزيرة سانت مارتن الكاريبية في إقليم سينت مارتن. يتميز الشاطئ بكونه مُتاخِم لمطار الأميرة جوليانا الدولي مما جعله مكان شهير للسياح وخصوصًا لمحبي مراقبة حركة الطائرات عن قُرب، حيث تمر الطائرات بمسافةٍ قصيرة من فوق رؤوس زائري الشاطئ.

## موقع
شاطئ ماهو قريب بشكل غير عادي من مدرج المطار، ويقع مُباشرةً تحت مسار رحلات الطيران، مما يؤدي إلى أن تحلق الطائرات فوق الشاطئ على ارتفاعات أقل من 100 قدم
(30 متر). مما جعله مكان شهير لمحبي مراقبة حركة الطائرات عن قُرب. تعتبر مراقبة الطائرات التي تمر فوق الشاطئ نشاطًا شائعًا حيث يتم عرض الجداول الزمنية للهبوط والإقلاع يوميًا على لوحات في معظم الحانات والمطاعم على الشاطئ.

## أحداث
في 16 أكتوبر 2008 تعرضت منطقة ماهو في سينت مارتن لأضرار بالغة بسبب إعصار عمر، وقد حدث نفس الشيء مع إعصار إيرما في عام 2017. في 12 يوليو 2017 عندما بدأت طائرة من الخطوط الجوية الكاريبية في رحلة 457 بالإقلاع من المطار، لقت امرأة تبلغ من العمر 57 عامًا من نيوزيلندا حتفها بسبب عاصفة الطائرة، حيث كانت المرأة تمسك بالسياج قرب المدرج ولم تستطع مقاومة سرعة الرياح الناتجة عن المحركات النفاثة للطائرة مما تسبب في ارتطام رأسها في الخرسانة.

## معرض صور

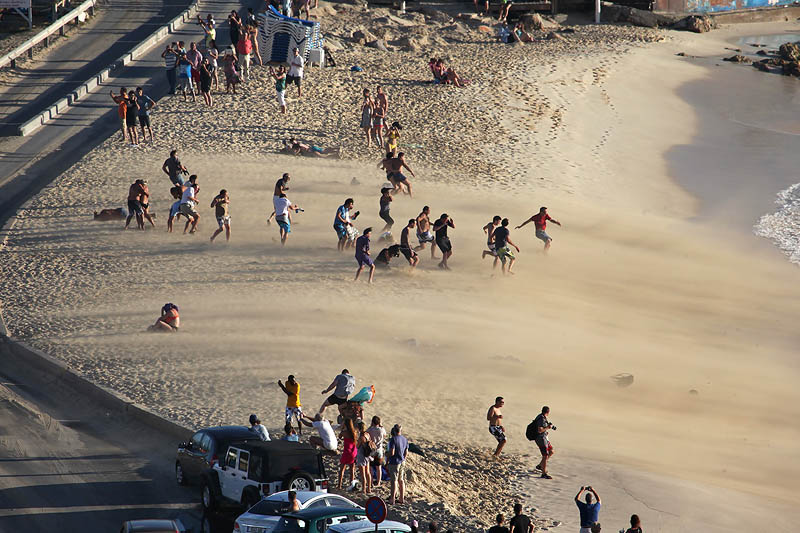
النشاط الأكثر ممارسةً على الشاطئ وهو مقاومة الرياح الناتجة عن المحركات النفاثة
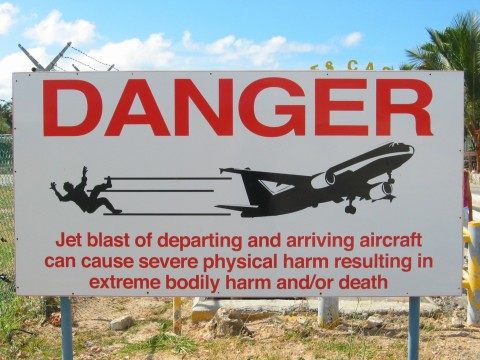
إشارة على الشاطئ تحذر الناس من المخاطر المحتمل حدوثها.
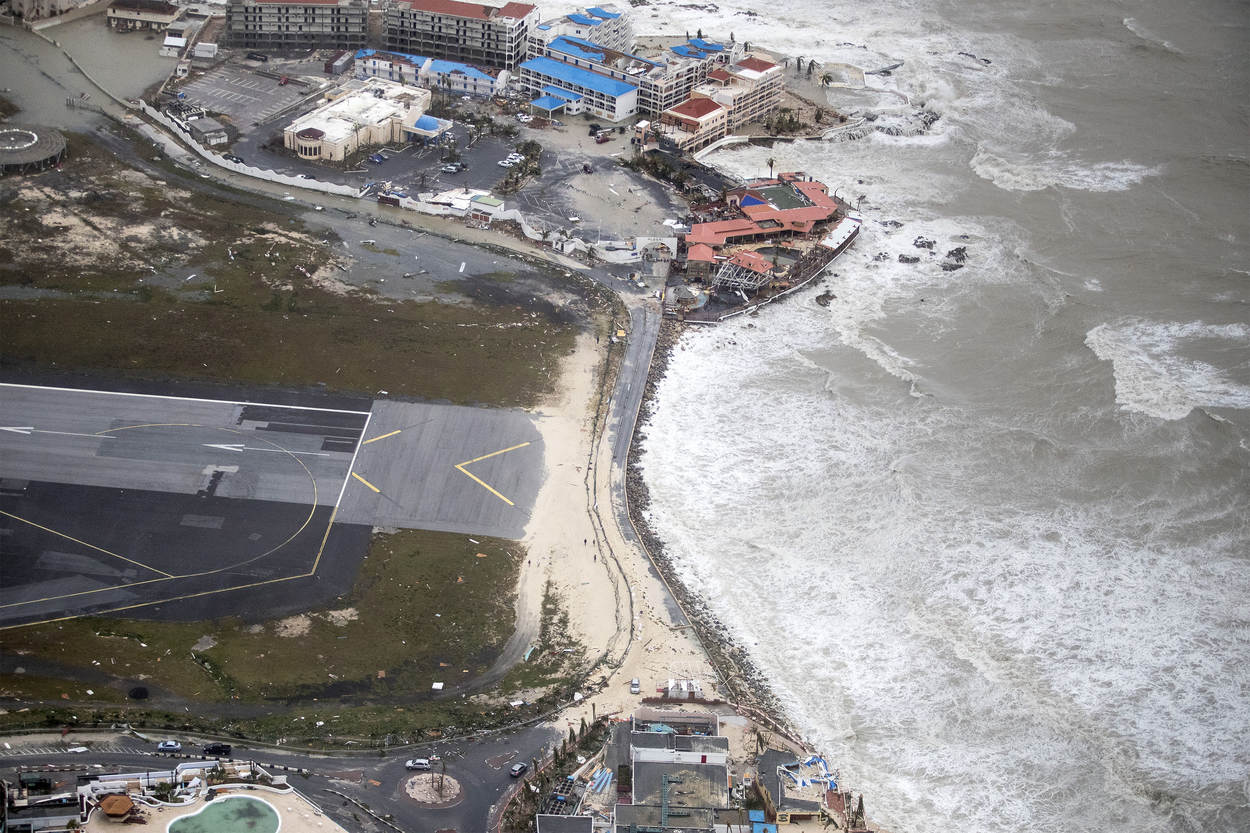
شاطئ ماهو والمطار بعد إعصار إيرما
- مشهد اعتيادي على الشاطئ